# Medal Cesarza Indii
Medal Cesarza Indii (hi. Kaisar-i-Hind Medal, हिन्द का कैसर) – brytyjskie odznaczenie ustanowione w 10 kwietnia 1900 przez królową Wiktorię. Powstał z przeznaczeniem do wynagradzania zasług pracowników służby publicznej w Indiach Brytyjskich, takich jak praca społeczna, edukacja czy pomoc medyczna. Nadawany był niezależnie od rasy, religii czy płci początkowo w dwóch stopniach (złoty i srebrny), a później w trzech (dodano brązowy). Wraz z uzyskaniem niepodległości przez Indie w 1947, order został zniesiony. Obecnie wciąż jest noszony i znajduje się w oficjalnej brytyjskiej kolejności starszeństwa odznaczeń po Orderze Indii Brytyjskich i przed Orderem św. Jana.